# 曲江街道 (扬州市)
曲江街道，是中华人民共和国江苏省扬州市广陵区下辖的一个乡镇级行政单位。

## 行政区划
曲江街道下辖以下地区：
五里庙社区、顾庄社区、二畔铺社区、洼字街社区、解放桥社区、沙口社区、沙北社区、跃进桥社区、沙南社区、施井社区、东花园社区、新星社区、文昌社区、施井村、沙口村、新农村、新星村、太平村和新民村。